# Вирсите
Ви́рсите (устар. Вирситэ, Версите, Шервинта; латыш. Virsīte, Vērsīte) или Вирши́тис (лит. Viršytis) — река в Латвии и Литве. В Латвии течёт по территории Свитенской волости Бауского края, в Литве — по территории Линкувского, Пашвитинского и Жеймяльского староств Пакруойского района, а также Крюкайского староства Ионишкского района. Правый приток среднего течения Свитене в бассейне Лиелупе.
Длина реки составляет 40 км (по другим данным — 35 км). Площадь водосборного бассейна равняется 99,2 км² (по другим данным — 95 км² или 104 км²). Средний расход воды в устье — 0,43 м³/с. Объём годового стока — 0,015 км³. Уклон — 0,83 м/км.
Река начинается на высоте 58 м над уровнем моря в полях на границе деревень Пликяляй и Гягеджяй Линкувского староства, в 5 км северо-западнее Линкувы. Течёт в основном на север по Ионишкской равнине Среднелитовской низменности и Земгальской равнине Среднелатвийской низменности. В нижнем течении на седьмом километре от устья пересекает литовско-латвийскую границу. Устье Вирсите находится в 41 км по правому берегу Свитене на высоте 28 м над уровнем моря, на северной окраине села Свитене.
Притоки (от истока): Дягимас (левый), Майжува (правый), Капупе (правый).